# Ryder Cup 2006
De Ryder Cup 2006 werd gehouden van 22 tot en met 24 september 2006 op The K Club in het
Ierse Straffan. Het was de 36e editie van het golftoernooi waarin een ploeg uit de Verenigde Staten het in
matchplaywedstrijden opneemt tegen een Europese ploeg.
Het Europese team won en slaagde er zo voor het eerst in de titel drie keer op rij te winnen. Ze deden dit net als twee jaar
eerder met 18,5 tegen 9,5 wat de ruimste marge ooit was bij een Europese winst.

## Spelers
Elke ploeg bestaat uit twaalf spelers en een non-playing captain, de aanvoerder van het team die niet als speler deelneemt.

### Amerikaanse ploeg
| Team USA        |                   |                          |
| Naam            | Wereld- ranglijst | Extra                    |
| Tom Lehman      | -                 | niet spelende kapitein   |
| Tiger Woods     | 1                 |                          |
| Phil Mickelson  | 2                 |                          |
| Jim Furyk       | 3                 |                          |
| Chad Campbell   | 22                |                          |
| David Toms      | 16                |                          |
| Chris DiMarco   | 15                |                          |
| Vaughn Taylor   | 60                | debutant                 |
| J.J. Henry      | 64                | debutant                 |
| Zach Johnson    | 42                | debutant                 |
| Brett Wetterich | 68                | debutant                 |
| Stewart Cink    | 23                | gekozen door de kapitein |
| Scott Verplank  | 37                | gekozen door de kapitein |

### Europese ploeg
| Team Europe         |                   |                          |
| Naam                | Wereld- ranglijst | Extra                    |
| Ian Woosnam         | -                 | niet spelende kapitein   |
| Luke Donald         | 9                 |                          |
| Sergio García       | 8                 |                          |
| Henrik Stenson      | 11                | debutant                 |
| David Howell        | 13                |                          |
| Colin Montgomerie   | 14                |                          |
| Robert Karlsson     | 36                | debutant                 |
| Paul Casey          | 17                | debutant                 |
| Pádraig Harrington  | 18                |                          |
| José María Olazabal | 19                |                          |
| Paul McGinley       | 53                |                          |
| Darren Clarke       | 24                | gekozen door de kapitein |
| Lee Westwood        | 51                | gekozen door de kapitein |

## Resultaten

### Vrijdag
| Fourball                             |         |                              |
| Vlag van Europa                      | Score   | Vlag van Verenigde Staten    |
| Colin Montgomerie Pádraig Harrington | 1 up    | Tiger Woods Jim Furyk        |
| Paul Casey Robert Karlsson           | halved  | Stewart Cink J.J. Henry      |
| Sergio García José María Olazabal    | 3 & 2   | David Toms Brett Wetterich   |
| Darren Clarke Lee Westwood           | 1 up    | Phil Mickelson Chris DiMarco |
| 2,5                                  | Sessie  | 1,5                          |
| 2,5                                  | Overall | 1,5                          |

| Foursomes                        |         |                              |
| Vlag van Europa                  | Score   | Vlag van Verenigde Staten    |
| Paul McGinley Pádraig Harrington | halved  | Chad Campbell Zach Johnson   |
| David Howell Henrik Stenson      | halved  | Stewart Cink David Toms      |
| Lee Westwood Colin Montgomerie   | halved  | Phil Mickelson Chris DiMarco |
| Luke Donald Sergio García        | 2 up    | Tiger Woods Jim Furyk        |
| 2,5                              | Sessie  | 1,5                          |
| 5                                | Overall | 3                            |

### Zaterdag
| Fourball                          |         |                              |
| Vlag van Europa                   | Score   | Vlag van Verenigde Staten    |
| Paul Casey Robert Karlsson        | halved  | Stewart Cink J.J. Henry      |
| Sergio García José María Olazabal | 3 & 2   | Phil Mickelson Chris DiMarco |
| Lee Westwood Darren Clarke        | 3 & 2   | Tiger Woods Jim Furyk        |
| Henrik Stenson Pádraig Harrington | 2 & 1   | Zach Johnson Scott Verplank  |
| 2,5                               | Sessie  | 1,5                          |
| 7,5                               | Overall | 4,5                          |

| Foursomes                        |         |                             |
| Vlag van Europa                  | Score   | Vlag van Verenigde Staten   |
| Sergio García Luke Donald        | 2 & 1   | Phil Mickelson David Toms   |
| Colin Montgomerie Lee Westwood   | halved  | Chad Campbell Vaughn Taylor |
| Paul Casey David Howell          | 5 & 4   | Stewart Cink Zach Johnson   |
| Pádraig Harrington Paul McGinley | 3 & 2   | Tiger Woods Jim Furyk       |
| 2,5                              | Sessie  | 1,5                         |
| 10                               | Overall | 6                           |

### Zondag
| Singles             |         |                           |
| Vlag van Europa     | Score   | Vlag van Verenigde Staten |
| Colin Montgomerie   | 1 up    | David Toms                |
| Sergio García       | 4 & 3   | Stewart Cink              |
| Paul Casey          | 2 & 1   | Jim Furyk                 |
| Robert Karlsson     | 3 & 2   | Tiger Woods               |
| Luke Donald         | 2 & 1   | Chad Campbell             |
| Paul McGinley       | halved  | J.J. Henry                |
| Darren Clarke       | 3 & 2   | Zach Johnson              |
| Henrik Stenson      | 4 & 3   | Vaughn Taylor             |
| David Howell        | 5 & 4   | Brett Wetterich           |
| José María Olazabal | 2 & 1   | Phil Mickelson            |
| Lee Westwood        | 2 up    | Chris DiMarco             |
| Pádraig Harrington  | 4 & 3   | Scott Verplank            |
| 8,5                 | Sessie  | 3,5                       |
| 18,5                | Overall | 9,5                       |

1927 · 1929 · 1931 · 1933 · 1935 · 1937 · 1947 · 1949 · 1951 · 1953 · 1955 · 1957 · 1959 · 1961 · 1963 · 1965 · 1967 · 1969 · 1971 · 1973 · 1975 · 1977 · 1979 · 1981 · 1983 · 1985 · 1987 · 1989 · 1991 · 1993 · 1995 · 1997 · 1999 · 2002 · 2004 · 2006 · 2008 · 2010 · 2012 · 2014 · 2016 · 2018 · 2021 · 2023
Lijst van deelnemers · Junior Ryder Cup